# أوباسنا أرسي
أوباسانا روي شودري، هي ممثلة هندية تعمل في صناعة السينما التاميلية. ولدت في فادودارا، الهند.

## فيلموغرافيا
| سنة  | عنوان فيلم            | دور     |
| ---- | --------------------- | ------- |
| 2017 | ثمانية وثمانون        |         |
| 2017 | براهما دوت كوم ‏       | مايا    |
| 2018 | حركة راماسوامي        | فاطمة   |
| 2019 | كاروثوكالاي باثيفو سي | بهاراتي |

## روابط خارجية
- أوباسنا أرسي على موقع IMDb (الإنجليزية)